# Діна Шор
Френсіс Роуз Шор (англ. Frances Rose Shore), відома як Діна (Дайна) Шор (англ. Dinah Shore, 29 лютого 1916, Вінчестер, Теннессі — 24 лютого 1994, Беверлі-Гіллз) — американська співачка, акторка, сценаристка та ведуча. Одна з найпопулярніших сольних виконавиць 1940-х і 1950-х, володарка дев'яти премій «Еммі», премії «Пібоді» і «Золотого глобуса».

## Життєпис

### Ранні роки
Френсіс Роуз Шор народилася 29 лютого 1916 року в місті Вінчестері в штаті Теннессі в родині єврейських іммігрантів з Російської імперії Соломона Шора і Анни Штейн. У дворічному віці у Шор діагностували поліомієліт, лікуватися від якого в ті роки було досить важко, але завдяки великим старанням батьків її хворобу вдалося перемогти. Хоча у Шор зберігся невеликий дефект ноги і кульгавість, це все ж не завадило їй нормально жити. В 1924 році її родина перебралася в сусіднє місто Макменнвілл, де батько став власником універсаму. Він часто брав Френсіс Роуз із собою в магазин, де Френсіс Роуз виконувала пісні для клієнтів. Мати також підтримувала бажання дочки співати, і в 14 років Френсіс Роуз дебютувала як співачка в нічному клубі «Нешвілл».

### Музичний дебют
Після несподіваної смерті матері від інфаркту в 1932 році Френсіс Роуз покинула рідне місто і вступила в Університет Вандербілт в місті Нешвілл, на відділення соціології. Будучи ще студенткою університету, вона дебютувала на місцевому радіо, а після його закінчення переїхала в Нью-Йорк, де вирішила присвятити себе музичній кар'єрі. На багатьох своїх пробах Френсіс Роуз виконувала популярну в ті роки пісню «Dinah» і незабаром, багато діджеїв на радіо, не запам'ятавши її справжнього імені, стали називати Френсіс Роуз Діною. Так вона з часом перетворилася на Діну Шор.
Її кар'єра в Нью-Йорку почалася на радіо WBBR, де вона співала з Френком Сінатрою. Далі були виступи з оркестром Ксав'єра Кугата, а в 1941 році вона вже підписала контракт з «RCA Victor».

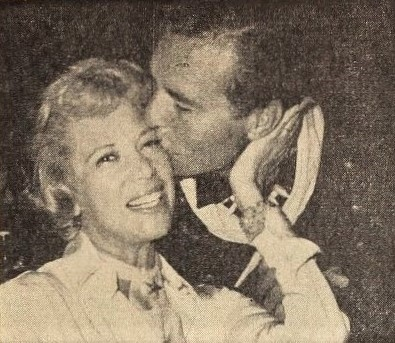
Діна із своїм чоловіком Джорджем Монтгомері. 1960 рік.

Діна Шор швидко досягла великої популярності на радіо і в 1943 році в неї вже було власне радіошоу. У тому ж році дебютувала у фільмі «Дякуй долі», зігравши саму себе. У роки Другої світової війни, будучи дуже популярною серед американських військ, Шор взяла участь у програмі «USO», вирушивши з виступами для американських солдатів в Європу. На одному з цих виступів вона познайомилася з актором-початківцем Джорджем Монтгомері, який мав намір піти на військову службу. 3 грудня 1943 року вони одружилися, і незабаром після весілля Джордж був прийнятий в ряди американської армії. Після його повернення з фронту вони оселилися в Сан-Фернандо, Каліфорнія. У 1948 році Діна народила дочку Мелісу Енн, а в 1954 — сина Джона Девіда.

### Успіх
У 1946 році Діна Шор змінила студію звукозапису на «Columbia Records». Там незабаром вона досягла величезного комерційного успіху, записавши такі хіти, як «Shoo Fly Pie And Apple Pan Dowdy», «Buttons and Bows», «The Gypsy» і «The Anniversary Song» Протягом 4 років співпраці з Columbia Records Шор також записала там пісні «Laughing on the Outside (Crying on the Inside)», «I Wish I didn't Love You So», «I Love You (For Sentimental Reasons)», «Doin' What Comes Naturally» і «Dear Hearts And Gentle People».
У 1940-х роках Діна Шор продовжувала з'являтися і на великому екрані. У неї були ролі у фільмах «Вступайте в ряди армії» (1944), «Красуня Юкона» (1944), «Поки пливуть хмари» (1946) та «Веселі і безтурботні» (1947). Останній раз у кіно знялася в 1952 році, після чого зайнялася музичною кар'єрою.

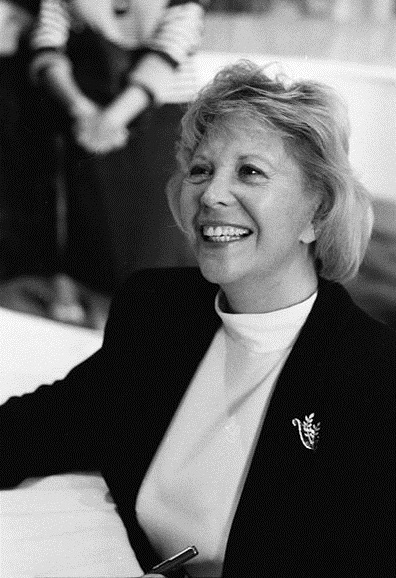
Діна Шор у 1990 році

На початку 1950-х вона записала такі свої хіти, як «My Heart Cries for You», «Sweet Violets», «Blue Canary», «Changing Partners», «If I Give My Heart To You», «Love and Marriage», «Whatever Lola Wants», які займали високі позиції в американських чартах. У 1960-ті роки Діна Шор записала 6 успішних альбомів на студії Capitol Records, а її останній студійний альбом надійшов у продаж в 1979 році.
У 1951 році на телебаченні стартувало її власне шоу, яке в 1955 році принесло їй премію «Еммі». Кар'єру на телебаченні Діна Шор продовжувала протягом всього свого життя, будучи ведучою багатьох телевізійних передач та ток-шоу і ставши володаркою дев'яти премій «Еммі», премії «Пібоді» і «Золотого глобуса».

### Пізні роки
Через пару тижнів після розлучення з Джорджем Монтгомері в 1963 році Діна Шор одружилася з Морісом Смітом, шлюб з яким тривав близько року. Крім цього, в 1960-х у неї були романи з коміком Діком Мартіном, співаком Едді Фішером і актором Родом Тайлером, а на початку 1970-х довгий час зустрічалася з актором Бертом Рейнольдсом, молодшим за неї на 20 років.
Будучи великою прихильницею гольфу, в 1972 році Діна Шор організувала спеціальний жіночий турнір гри в гольф, а в 1994 році за свій внесок у розвиток жіночого гольфу включена у Світову залу слави гольфу.
Діна Шор померла від раку яєчників 24 лютого 1994 року в Беверлі-Гіллз у віці 77 років. Її прах був поділений на дві частини: перша частина похована на кладовищі в Калвер-Сіті, а друга — в Палм-Спрінгзс.

## Пам'ять
- Одна з вулиць в невеликому містечку Катедрал-Сіті, поблизу Палм-Спрінгз, після її смерті була перейменована на її честь.
- В її рідному місті Вінчестер в Теннессі з'явився бульвар Діни Шор.
- У 1996 році на честь Діни Шор була відкрита Золота зірка на Алеї зірок Палм-Спрінгз[en][12].

## Дискографія

### Альбоми
- NBC's Chamber Music Society of Lower Basin Street (1941, RCA Victor Records 78 Set P-56 Three Record Set)
- Musical Orchids (1943, RCA Victor Records 78 rpm Four Record Set)
- Gershwin Show Hits (1945, RCA Victor Records 78 rpm Three Record Set)
- Bongo from Walt Disney (1947, Columbia Records 78 rpm Three Record Set)
- A Date With Dinah (1948, Columbia Records 78 rpm Four Record Set)
- The Blue Velvet Voice of Dinah Shore (1948, Victor 78 rpm Five Record Set)
- Dinah Shore Sings (1949, Columbia 10")
- Reminiscing (1949, Columbia 10")
- Torch Songs (1950, Columbia Set D-1 10")
- Dinah Shore & Sidney Bechet ~ Lower Basin Street (1950, RCA Victor 78 Set P-56 Four Record Set)
- The King and I (1951, RCA Victor 10")
- Dinah Shore ~ Lower Basin Street Volume 2 (1951, RCA Victor 78rpm Four Record Set)
- Dinah Shore Sings the Blues (1953, RCA Victor 10")
- Call Me Madam Original Cast (1953, RCA Victor 10")
- The Dinah Shore TV Show (1954, RCA 10", 1955, RCA Victor 12")
- Holding Hands at Midnight (1955, RCA Victor)
- Bouquet of Blues (1956, RCA Victor)
- Call Me Madam Original Cast (1956, RCA Victor)
- Dinah Shore Sings Porter and Rodgers (1957, Harmony)
- Love Songs (1958, Harmony)
- General Motors 50th Anniversary Show (1958, RCA Victor)
- Moments Like These (1958, RCA Victor)
- Dinah, Yes Indeed! (1959, Capitol)
- Lower Basin Street (1959, RCA Camden)
- I'm Your Girl (1959, RCA Camden)
- Lavender Blue (1959, Harmony)
- Somebody Loves Me (1959, Capitol)
- Dinah Sings Some Blues with Red (1960, Capitol)
- Vivacious (1960, RCA Camden)
- Buttons and Bows (1960, Harmony)
- Dinah Sings, Previn Plays (1961, Capitol)
- Dinah Down Home! (1962, Capitol)
- The Fabulous Hits of Dinah Shore (1962, Capitol)
- My Very Best to You (1963, Capitol)
- Lower Basin Street Revisited (1965, Reprise)
- Songs for Sometime Losers (1967, Project 3)
- Country Feelin' (1969, Decca)
- Once Upon a Summertime (1975, Stanyan)
- Dinah! (1976, Capitol)
- I've Got a Song (1979, CTW/Sesame Street)

### Сингли
| Рік  | Сингл (Сторона A і B)                                                                                                | Чарт | Чарт   | Альбом                                            |
| Рік  | Сингл (Сторона A і B)                                                                                                | US   | US R&B | Альбом                                            |
| ---- | --- | ---- | ------ | ------------------------------------------------- |
| 1939 | «Who Told You I Cared» b/w «I Like to Recognize the Tune»                                                            | —    | —      | Без альбому                                       |
| 1939 | «I Thought About You» b/w «Last Night»                                                                               | —    | —      | Без альбому                                       |
| 1939 | «Careless» b/w «Darn That Dream»                                                                                     | —    | —      | Без альбому                                       |
| 1939 | «Watching the Clock» b/w «I've Got My Eyes On You»                                                                   | —    | —      | Без альбому                                       |
| 1940 | «Shake Down the Stars» b/w «Imagination»                                                                             | —    | —      | Без альбому                                       |
| 1940 | «Say It» b/w «Just A-Whistlin' and A-Whittlin'»                                                                      | —    | —      | Без альбому                                       |
| 1940 | «The Breeze and I» b/w «When the Swallows Come Back to Capistrano» обидві з Шав'єром Кугатом                         | 13   | —      | Cugie!                                            |
| 1940 | «You Can't Brush Me Off» b/w «Outside of That, I Love You» обидві з Діком Тоддом                                     | 24   | —      | Без альбому                                       |
| 1940 | «Whatever Happened to You?» (з Шав'єром Кугатом)                                                                     | 22   | —      | Cugie!                                            |
| 1940 | «The Rumba-Cardi» (з Шав'єром Кугатом)                                                                               | 19   | —      | Cugie!                                            |
| 1940 | «Maybe» b/w «The Nearness of You»                                                                                    | 17   | —      | Без альбому                                       |
| 1940 | «Smoke Gets In Your Eyes» b/w «How Come You Like Me Like You Do»                                                     | —    | —      | Musical Orchids (10" LP)                          |
| 1940 | «Yes, My Darling Daughter» b/w «Down Argentina Way»                                                                  | 10   | —      | Без альбому                                       |
| 1941 | «Mood Indigo» | —    | —      | Без альбому                                       |
| 1941 | «Dinah's Blues» | —    | —      | Без альбому                                       |
| 1941 | «My Man» b/w «Somebody Loves Me»                                                                                     | 23   | —      | Musical Orchids (10" LP)                          |
| 1941 | «Somewhere» b/w «Memphis Blues» (from Musical Orchids 10" LP)                                                        | —    | —      | Без альбому                                       |
| 1941 | «I Hear a Rhapsody» /                                                                                                | 9    | —      | Без альбому                                       |
| 1941 | «I Do, Do You?» | 22   | —      | Без альбому                                       |
| 1941 | «For All Time» b/w «#10 Lullaby Lane»                                                                                | —    | —      | Без альбому                                       |
| 1941 | «Where Are You» b/w «Mockingbird Lament»                                                                             | —    | —      | Без альбому                                       |
| 1941 | «Do You Care?» b/w «Honeysuckle Rose» (from Musical Orchids 10" LP)                                                  | 21   | —      | Без альбому                                       |
| 1941 | «Quiéreme Mucho» (з Шав'єром Кугатом)                                                                                | 16   | —      | Без альбому                                       |
| 1941 | «Jim» b/w «I'm Through with Love»                                                                                    | 5    | —      | Без альбому                                       |
| 1942 | «You and I» b/w «On a Bicycle Built for Two»                                                                         | —    | —      | Без альбому                                       |
| 1942 | «Love Me or Leave Me» b/w «All Alone»                                                                                | —    | —      | Без альбому                                       |
| 1942 | «Somebody Nobody Loves» b/w «If It's You»                                                                            | —    | —      | Без альбому                                       |
| 1942 | «Miss You» b/w «Is It Taboo (To Fall In Love with You)»                                                              | 8    | —      | Без альбому                                       |
| 1942 | «I Got It Bad (and That Ain't Good)» b/w «This Is No Laughing Matter» (Non-album track)                              | 19   | —      | Dinah Shore Sings the Blues (10" LP)              |
| 1942 | «Don't Leave Me» b/w «As We Walk Into the Sunset»                                                                    | —    | —      | Без альбому                                       |
| 1942 | «Everything I Love» b/w «Happy In Love»                                                                              | —    | —      | Без альбому                                       |
| 1942 | «I Don't Want to Walk Without You» b/w «Fooled»                                                                      | 12   | —      | Без альбому                                       |
| 1942 | «Blues in the Night» b/w «Sometimes» (Non-album track)                                                               | 4    | —      | Musical Orchids (10" LP)                          |
| 1942 | «Goodnight, Captain Curly-Head» /                                                                                    | 23   | —      | Без альбому                                       |
| 1942 | «Skylark» | 5    | —      | Без альбому                                       |
| 1942 | «I Look at Heaven When I Look at You» b/w «I Can't Give You Anything But Love»                                       | —    | —      | Без альбому                                       |
| 1942 | «Not Mine» b/w «She'll Always Remember»                                                                              | —    | —      | Без альбому                                       |
| 1942 | «He Wears a Pair of Silver Wings» b/w «Conchita, Marcheta, Lolita, Pepita, Rosita»                                   | 16   | —      | Без альбому                                       |
| 1942 | «Mad About Him» b/w «Be Careful, It's My Heart» (Non-album track)                                                    | 18   | —      | Musical Orchids (10" LP)                          |
| 1942 | «Body and Soul» b/w «Sophisticated Lady»                                                                             | —    | —      | Без альбому                                       |
| 1942 | «Sleepy Lagoon» b/w «Three Little Sisters»                                                                           | 12   | —      | Без альбому                                       |
| 1942 | «One Dozen Roses» b/w «All I Need Is You»                                                                            | 8    | —      | Без альбому                                       |
| 1942 | «Stardust» | —    | —      | Без альбому                                       |
| 1942 | «He's My Guy» b/w «A Boy In Khaki, A Girl In Lace»                                                                   | 20   | —      | Без альбому                                       |
| 1942 | «Dearly Beloved» /                                                                                                   | 10   | —      | Без альбому                                       |
| 1943 | «Why Don't You Fall In Love with Me?»                                                                                | 3    | —      | Без альбому                                       |
| 1943 | «You'd Be So Nice to Come Home To» b/w «Manhattan Serenade»                                                          | 3    | 10     | Без альбому                                       |
| 1943 | «Murder He Says» /                                                                                                   | 5    | —      | Без альбому                                       |
| 1943 | «Something to Remember You By»                                                                                       | 18   | —      | Без альбому                                       |
| 1944 | «Now I Know» b/w «I Couldn't Sleep a Wink Last Night» (Non-album track)                                              | —    | —      | Moments Like These                                |
| 1944 | «I'll Walk Alone» b/w «It Could Happen to You»                                                                       | 1    | 10     | Без альбому                                       |
| 1944 | «Together» b/w «I Learned a Lesson I'll Never Forget»                                                                | 19   | —      | Без альбому                                       |
| 1945 | «Auld Lang Syne» b/w «I Can't Tell You Why I Love You»                                                               | —    | —      | Без альбому                                       |
| 1945 | «Sleigh Ride In July» b/w «Like Someone in Love»                                                                     | 8    | —      | Без альбому                                       |
| 1945 | «Candy» / | 5    | —      | Без альбому                                       |
| 1945 | «He's Home For a Little While»                                                                                       | 11   | —      | Без альбому                                       |
| 1945 | «I Guess I'll Hang My Tears Out to Dry» b/w «Let's Take the Long Way Home»                                           | —    | —      | Без альбому                                       |
| 1945 | «The Man I Love» b/w «Do It Again»                                                                                   | —    | —      | Без альбому                                       |
| 1945 | «Someone to Watch Over Me» b/w «Love Walked In»                                                                      | —    | —      | Без альбому                                       |
| 1945 | «Along the Navajo Trail» b/w «Counting the Days»                                                                     | 7    | —      | Без альбому                                       |
| 1945 | «I Fall In Love Too Easily» b/w «Can't You Read Between the Lines»                                                   | —    | —      | Без альбому                                       |
| 1945 | «But I Did» b/w «As Long As I Live»                                                                                  | 16   | —      | Без альбому                                       |
| 1945 | «My Guy's Come Back» b/w «Honey»                                                                                     | 14   | —      | Без альбому                                       |
| 1945 | «Pass Me That Peace Pipe» b/w «Everybody Knew But Me»                                                                | —    | —      | Без альбому                                       |
| 1946 | «Personality» b/w «Welcome to My Dream»                                                                              | 10   | —      | Без альбому                                       |
| 1946 | «Everybody Knew But Me» b/w «I Can't Believe That You're in Love with Me»                                            | —    | —      | Без альбому                                       |
| 1946 | «Shoo-Fly Pie and Apple Pan Dowdy» b/w «Here I Go Again» (Non-album track)                                           | 6    | —      | Buttons and Bows                                  |
| 1946 | «Where Did You Learn to Love» b/w «Coax Me a Little Bit» (from The Girl Friends)                                     | —    | —      | Non-album track                                   |
| 1946 | «Laughing On the Outside (Crying On The Inside)» /                                                                   | 3    | —      | Lavender Blue                                     |
| 1946 | «The Gypsy» | 1    | —      | Dinah Shore Sings (10" LP)                        |
| 1946 | «All That Glitters Is Not Gold» b/w «Come Rain or Come Shine» (from Lavender Blue)                                   | 9    | —      | Без альбому                                       |
| 1946 | «Doin' What Comes Natur'lly» b/w «I Got Lost In His Arms» (Non-album track)                                          | 3    | —      | Buttons and Bows                                  |
| 1946 | «Two Silhouettes» b/w «That Little Dream Got Nowhere»                                                                | —    | —      | Без альбому                                       |
| 1946 | «You Keep Coming Back Like a Song» b/w «The Way That the Wind Blows»                                                 | 5    | —      | Без альбому                                       |
| 1946 | «I'll Never Love Again» b/w «You, So It's You»                                                                       | —    | —      | Без альбому                                       |
| 1946 | «Who'll Buy My Violets» b/w «I May Be Wrong But I Think You're Wonderful» (from Reminiscing With Dinah Shore 10" LP) | —    | —      | Без альбому                                       |
| 1946 | «Remember» b/w «White Christmas»                                                                                     | —    | —      | Без альбому                                       |
| 1947 | «A Rainy Night In Rio» b/w «Through a Thousand Dreams»                                                               | —    | —      | Без альбому                                       |
| 1947 | «(I Love You) For Sentimental Reasons» b/w «You'll Always Be the One I Love» (Non-album track)                       | 2    | —      | Buttons and Bows                                  |
| 1947 | «And So to Bed» b/w «Sooner or Later»                                                                                | —    | —      | Без альбому                                       |
| 1947 | «My Bel Ami» b/w «I'll Close My Eyes»                                                                                | —    | —      | Без альбому                                       |
| 1947 | «The Anniversary Song» b/w «Heartaches, Sadness and Tears»                                                           | 1    | —      | Без альбому                                       |
| 1947 | «Dixie» b/w «I've Got You Under My Skin»                                                                             | —    | —      | A Date with Dinah (10" LP)                        |
| 1947 | «Can't Help Lovin' Dat Man of Mine» b/w «Kerry Dance»                                                                | —    | —      | A Date with Dinah (10" LP)                        |
| 1947 | «After I Say I'm Sorry» b/w «The Thrill Is Gone»                                                                     | —    | —      | A Date with Dinah (10" LP)                        |
| 1947 | «There'll Be Some Changes Made» b/w «They Didn't Believe Me»                                                         | —    | —      | A Date with Dinah (10" LP)                        |
| 1947 | «The Egg and I» b/w «Who Cares What People Say»                                                                      | 16   | —      | Без альбому                                       |
| 1947 | «When Am I Gonna Kiss You Good Morning?» b/w «Mama Do I Gotta»                                                       | 23   | —      | Без альбому                                       |
| 1947 | «Ask Anyone Who Knows» b/w «Papa Don't Preach To Me» (from Buttons and Bows)                                         | —    | —      | Без альбому                                       |
| 1947 | «Tallahassee» b/w «Natch» (обидві з Вуді Германом)                                                                   | 15   | —      | Без альбому                                       |
| 1947 | «I Wish I Didn't Love You So» b/w «I'm So Right Tonight» (Non-album track)                                           | 2    | —      | Love Songs Sung By Dinah Shore                    |
| 1947 | «You Do» b/w «Kokomo, Indiana»                                                                                       | 4    | —      | Без альбому                                       |
| 1947 | «It Takes a Long, Long Train with a Red Caboose» b/w «Do a Little Business On the Side»                              | 23   | —      | Без альбому                                       |
| 1947 | «Golden Earrings» b/w «The Gentleman Is a Dope» (from Dinah Shore Sings Cole Porter and Richard Rodgers)             | 25   | —      | Lavender Blue                                     |
| 1947 | «How Soon (Will I Be Seeing You)» b/w «Fool That I Am»                                                               | 8    | —      | Без альбому                                       |
| 1947 | «In a Little Book Shop» b/w «I'll Always Be In Love With You»                                                        | —    | —      | Без альбому                                       |
| 1947 | «At the Candlelight Cafe»                                                                                            | 24   | —      | Без альбому                                       |
| 1948 | «The Best Things In Life Are Free»                                                                                   | 18   | —      | Без альбому                                       |
| 1948 | «What's Good About Goodbye» b/w «Hooray for Love»                                                                    | —    | —      | Без альбому                                       |
| 1948 | «Little White Lies» b/w «Crying for Joy» (Non-album track)                                                           | 11   | —      | Reminiscing with Dinah Shore (10" LP)             |
| 1948 | «It Was Written in the Stars» b/w «My Guitar»                                                                        | —    | —      | Без альбому                                       |
| 1948 | «Better Luck Next Time» b/w «Steppin' Out with My Baby»                                                              | —    | —      | Без альбому                                       |
| 1948 | «I'll Be Seeing You» b/w «I Get Along Without You Very Well»                                                         | —    | —      | Reminiscing with Dinah Shore (10" LP)             |
| 1948 | «May I Still Hold You» b/w «Baby Don't Be Mad at Me»                                                                 | —    | —      | Без альбому                                       |
| 1948 | «Just One of Those Things» b/w «Mad About the Boy»                                                                   | —    | —      | S'Wonderful (10" LP)                              |
| 1948 | «S'Wonderful» b/w «Let's Do It»                                                                                      | —    | —      | S'Wonderful (10" LP)                              |
| 1948 | «Easy to Love» b/w «Summertime»                                                                                      | —    | —      | S'Wonderful (10" LP)                              |
| 1948 | «This Is The Moment» b/w «Love That Boy»                                                                             | —    | —      | Без альбому                                       |
| 1948 | «Buttons and Bows» b/w «Daddy-O» (Non-album track)                                                                   | 1    | —      | Buttons and Bows                                  |
| 1948 | «What Did I Do» b/w «The Matador»                                                                                    | —    | —      | Без альбому                                       |
| 1948 | «Lavender Blue (Dilly Dilly)» b/w «So Dear To My Heart» (Non-album track)                                            | 9    | —      | Lavender Blue                                     |
| 1949 | «Far Away Places» b/w Say It Every Day" (Non-album track)                                                            | 14   | —      | Buttons and Bows                                  |
| 1949 | «Tara Talara Tala» b/w «A Rosewood Spinet»                                                                           | —    | —      | Без альбому                                       |
| 1949 | «So in Love» b/w «Always True to You in My Fashion»                                                                  | 20   | —      | Dinah Shore Sings Cole Porter and Richard Rodgers |
| 1949 | «Forever and Ever» b/w «I've Been Hit» (Non-album track)                                                             | 12   | —      | Lavender Blue                                     |
| 1949 | «Story of My Life» b/w «Having a Wonderful Time»                                                                     | —    | —      | Без альбому                                       |
| 1949 | «A Wonderful Guy» b/w «Younger Than Springtime»                                                                      | 22   | —      | Dinah Shore Sings Cole Porter and Richard Rodgers |
| 1949 | «Baby, It's Cold Outside» b/w «My One and Only Highland Fling» Both sides with Buddy Clark                           | 4    | —      | Без альбому                                       |
| 1949 | «I'm Gonna Wash That Man Right Out of My Hair» b/w «Kiss Me Sweet» (Non-album track)                                 | —    | —      | Dinah Shore Sings Cole Porter and Richard Rodgers |
| 1949 | «Dear Hearts and Gentle People» b/w «Speak A Word Of Love» (Non-album track)                                         | 2    | —      | Buttons and Bows                                  |
| 1950 | «Bibbidi-Bobbidi-Boo» b/w «Happy Times»                                                                              | 25   | —      | Без альбому                                       |
| 1950 | «It's So Nice to Have a Man Around the House» b/w «More Than Anything Else In the World» (Non-album track)           | 20   | —      | Buttons and Bows                                  |
| 1950 | «Can Anyone Explain? (No! No! No!)» b/w «Dream a Little Dream of Me» (from Love Songs Sung By Dinah Shore)           | 29   | —      | Без альбому                                       |
| 1950 | «My Heart Cries for You»                                                                                             | 3    | —      | Без альбому                                       |
| 1950 | «Nobody's Chasing Me»                                                                                                | 18   | —      | Без альбому                                       |
| 1950 | «Marrying For Love» (з Полом Лукасом) b/w «The Best Thing For You»                                                   | —    | —      | «Call Me Madam» original show album               |
| 1951 | «Wait For Me» b/w «Down In Nashville, Tennessee»                                                                     | —    | —      | Без альбому                                       |
| 1951 | «A Penny a Kiss» (with Tony Martin)                                                                                  | 8    | —      | Без альбому                                       |
| 1951 | «In Your Arms» (with Tony Martin)                                                                                    | 24   | —      | Без альбому                                       |
| 1951 | «I'm Through with Love» b/w «Makin' Whoopee»                                                                         | —    | —      | Без альбому                                       |
| 1951 | «Orchids In the Moonlight» b/w «Around the Corner»                                                                   | —    | —      | Без альбому                                       |
| 1951 | «I Wonder Where My Baby Is Tonight» b/w «My Isle Of Golden Dreams»                                                   | —    | —      | Без альбому                                       |
| 1951 | «Lonesome Gal» b/w «Too Late Now» (from I'm Your Girl)                                                               | —    | —      | Bouquet Of Blues                                  |
| 1951 | «You're Just in Love» Сторона В невідома                                                                             | 29   | —      | «Call Me Madam» original show album               |
| 1951 | «The Three Cornered Tune» b/w «'Cause I Love You» (Non-album track)                                                  | —    | —      | I'm Your Girl                                     |
| 1951 | «Sweet Violets» b/w «If You Turn Me Down» (Non-album track)                                                          | 3    | —      | The Best of Dinah Shore                           |
| 1951 | «Ten Thousand Miles» b/w «How Many Times» (Non-album track)                                                          | —    | —      | I'm Your Girl                                     |
| 1951 | «The Musicians» b/w «How D'Ye Do and Shake Hands» Both sides with Tony Martin, Betty Hutton & Phil Harris            | 18   | —      | Без альбому                                       |
| 1951 | «It's All in the Game» b/w «Stay Awhile» (Non-album track)                                                           | —    | —      | I'm Your Girl                                     |
| 1951 | «Manhattan» (with Tony Martin)                                                                                       | —    | —      | Без альбому                                       |
| 1951 | «Getting to Know You» b/w «The End of a Love Affair» (from I'm Your Girl)                                            | —    | —      | Без альбому                                       |
| 1951 | «The Lie-De-Lie Song» b/w «Oh, How I Needed You Joe»                                                                 | —    | —      | Без альбому                                       |
| 1951 | «If You Catch a Little Cold» b/w «Manhattan» Both sides with Tony Martin                                             | —    | —      | Без альбому                                       |
| 1952 | «Saturday Night at Punkin Crick» b/w «Life Is a Beautiful Thing»                                                     | —    | —      | Aaron Slick From Punkin Crick (10" LP)            |
| 1952 | «Until» b/w «Take Me Home»                                                                                           | —    | —      | Без альбому                                       |
| 1952 | «Double Shuffle» b/w «Senator From Tennessee» Both sides with Tex Williams                                           | —    | —      | Без альбому                                       |
| 1952 | «Delicado» b/w «The World Has a Promise»                                                                             | 28   | —      | Без альбому                                       |
| 1952 | «Blues In Advance» b/w «Bella Musica» (Non-album track)                                                              | 20   | —      | I'm Your Girl                                     |
| 1952 | «Keep It a Secret» b/w «Hi-Lili, Hi-Lo»                                                                              | —    | —      | Без альбому                                       |
| 1953 | «Salomee (With Her Seven Veils)» b/w «Let Me Know»                                                                   | 22   | —      | Без альбому                                       |
| 1953 | «Sweet Thing» b/w «Why Come Crying to Me»                                                                            | 27   | —      | Без альбому                                       |
| 1953 | «Blue Canary» b/w «Eternally» (from I'm Your Girl)                                                                   | 11   | —      | The Best of Dinah Shore                           |
| 1954 | «Changing Partners» b/w «Think»                                                                                      | 12   | —      | Без альбому                                       |
| 1954 | «Pass The Jam, Sam» b/w «I'll Hate Myself In The Morning»                                                            | 28   | —      | Без альбому                                       |
| 1954 | «Come Back to My Arms» b/w «This Must Be the Place»                                                                  | —    | —      | Без альбому                                       |
| 1954 | «If I Give My Heart to You» b/w «Tempting»                                                                           | 28   | —      | Без альбому                                       |
| 1954 | «Never Underestimate» b/w «I Have to Tell You»                                                                       | —    | —      | Без альбому                                       |
| 1954 | «Melody of Love» b/w «You're Getting to Be a Habit with Me» (Обидві з Тоні Мартіном)                                 | —    | —      | Без альбому                                       |
| 1955 | «Whatever Lola Wants (Lola Gets)» b/w «Church Twice On Sunday»                                                       | 12   | —      | Без альбому                                       |
| 1955 | «Love and Marriage» b/w «Compare»                                                                                    | 20   | —      | Без альбому                                       |
| 1956 | «Stolen Love» b/w «That's All There Is to That»                                                                      | 73   | —      | Без альбому                                       |
| 1956 | «I Could Have Danced All Night» b/w «What a Heavenly Night For Love»                                                 | 93   | —      | Без альбому                                       |
| 1957 | «Chantez-Chantez» b/w «Honky Tonk Heart»                                                                             | 19   | —      | The Best of Dinah Shore                           |
| 1957 | «The Cattle Call» b/w «Promises Promises»                                                                            | 92   | —      | Без альбому                                       |
| 1957 | «Fascination» b/w «Till»                                                                                             | 15   | —      | Без альбому                                       |
| 1957 | «I'll Never Say Never Again Again» b/w «The Kiss That Rocked the World» (Non-album track)                            | 24   | —      | Vivacious                                         |
| 1958 | «Thirteen Men» b/w «I've Never Left Your Arms»                                                                       | —    | —      | Без альбому                                       |
| 1958 | «The Secret of Happiness» b/w «It's the Second Time You Meet That Matters»                                           | —    | —      | Без альбому                                       |
| 1958 | «Scene of the Crime» b/w «I'm Sitting On Top of the World»                                                           | —    | —      | Без альбому                                       |
| 1960 | «When The Sparrows Learn to Fly» b/w «So Many Things to Do Today»                                                    | —    | —      | Без альбому                                       |
| 1960 | «I Ain't Down Yet» b/w «I Gotta Love You» (Non-album track)                                                          | 103  | —      | The Fabulous Hits of Dinah Shore                  |
| 1961 | «This Is a Changing World» b/w «Mississippi Mud» (from Dinah, Down Home)                                             | —    | —      | Без альбому                                       |
| 1962 | «That'll Show Him!» b/w «Just a Brief Encounter»                                                                     | —    | —      | Без альбому                                       |
| 1969 | «Crying Time» b/w «Rocky Top»                                                                                        | —    | —      | Country Feelin'                                   |
| 1974 | «Me and Ole Crazy Bill» b/w «Wait a Little Longer»                                                                   | —    | —      | Без альбому                                       |